# Ahmed Galdoune
Ahmed Amine Galdoune (31 de maig de 1996) és un ciclista marroquí. Combina la carretera amb el ciclisme en pista.

## Palmarès en ruta
- 2014
  -  Campió del Marroc júnior en ruta
- 2016
  - 1r a la Coppa San Sabino
  - Vencedor d'una etapa a la Volta a Hongria
- 2017
  - 1r al Challenge de la Marxa Verda-Gran Premi Sakia El Hamra
  - 1r al Challenge del Príncep-Trofeu de la Casa Reial
  - Vencedor d'una etapa a la Volta al Marroc
  - Vencedor d'una etapa a la Carpathia Couriers Path
- 2018
  - 1r a la Coppa Caduti Nervianesi
  - Vencedor d'una etapa a la Carpathia Couriers Path

## Palmarès en pista
- 2016
  - Campió d'Àfrica en keirin